# Lynn Williams (Fußballspielerin)
Lynn Raenie Williams (* 21. Mai 1993 in Fresno) ist eine US-amerikanische Fußballnationalspielerin, die mit drei verschiedenen Vereinen (Western New York Flash, North Carolina Courage und NJ/NY Gotham FC) die National Women’s Soccer League gewann. 2024 gewann sie mit der Nationalmannschaft die olympische Goldmedaille.

## Karriere

### Verein
Während ihres Studiums an der Pepperdine University spielte Williams von 2011 bis 2014 für die dortige Universitätsmannschaft der Pepperdine Waves und lief parallel dazu von 2012 bis 2013 bei der W-League-Franchise Pali Blues und im Folgejahr bei deren Nachfolger Los Angeles Blues auf. Beide Mannschaften konnten in diesem Zeitraum je einmal das Finalspiel der W-League für sich entscheiden. Anfang 2015 wurde Williams beim College-Draft der NWSL in der ersten Runde an Position sechs von den Flash verpflichtet. Ihr Ligadebüt gab sie am 12. April 2015 gegen den Seattle Reign FC. In der Saison 2016 gewann sie mit den Flash erstmals die Meisterschaft in der NWSL, Williams wurde Torschützenkönigin und zum MVP der regulären Saison gewählt. Im Finale gelang ihr in der vierten Minute der Nachspielzeit der Verlängerung das Tor zum 2:2-Ausgleich, so dass es zum Elfmeterschießen kam, in dem sie eine der etwas erfolgreicheren Schützinnen ihrer Mannschaft war.
Im Dezember 2021 wurde sie an Melbourne Victory ausgeliehen. Im Januar 2022 erhielt sie einen Vertrag bei Kansas City Current. Aufgrund einer im März 2022 erlittenen Verletzung konnte sie in der Saison aber nicht eingesetzt werden.  Im Januar 2023 wechselte sie zum NJ/NY Gotham FC.

### Nationalmannschaft
Anfang 2015 kam Williams im Rahmen des Sechs-Nationen-Turniers in La Manga zu zwei Einsätzen in der US-amerikanischen U-23-Nationalmannschaft. Am 19. Oktober 2016 debütierte sie bei einem Freundschaftsspiel gegen die Schweiz in der A-Nationalmannschaft der Vereinigten Staaten. In diesem Spiel wurde sie  in der Halbzeitpause eingewechselt und erzielte nur 49 Sekunden nach ihrer Einwechslung das 1:0.
Am 23. Juni 2021 wurde sie zunächst als Reservespielerin für die wegen der COVID-19-Pandemie um ein Jahr verschobenen Olympischen Spiele nominiert. Nach Aufstockung der Kader wegen der Pandemie gehörten auch die Backups zum Kader. Bei den Spielen wurde sie erstmals im dritten Gruppenspiel beim torlosen Remis gegen Australien nach 74 Minuten für Christen Press eingewechselt. Im Viertelfinale gegen Europameister Niederlande stand sie in der Startelf und erzielte das Tor zum zwischenzeitlichen 2:1, wurde aber beim Stand von 2:2 in der 57. Minute für Press ausgewechselt. Da es nach 120 Minuten immer noch 2:2 stand, kam es zum Elfmeterschießen. Da vier ihrer Mitspielerinnen ihren Elfmeter verwandelten und ihre Torhüterin zwei Elfmeter halten konnte, erreichten sie das Halbfinale. Hier wurde sie nach einer Stunde beim Stand von 0:0 ausgewechselt. Ihre Mannschaft kassierte 15 Minuten später ein Gegentor und verlor das Spiel mit 0:1 gegen die Kanadierinnen, die damit erstmals in ein großes Finale einzogen. Im Spiel um die Bronzemedaille gegen Australien wurde sie nicht eingesetzt.
Verletzungsbedingt kam sie 2022 außer beim Gewinn des SheBelieves Cup 2022 zu keinem Einsatz. Erst für die Freundschaftsspiele im Januar 2023 gegen WM-Co-Gastgeber Neuseeland wurde sie wieder nominiert und im ersten Spiel eingesetzt.
Am 21. Juni 2023 wurde sie für die WM-Endrunde nominiert, wurde in einem der vier Spiele ihres Teams eingesetzt und schied mit der Mannschaft im Achtelfinale im Elfmeterschießen gegen die Schwedinnen aus.
Am 26. Juni 2024 wurde sie als Reservespielerin für die Olympischen Spiele in Paris nominiert. Am 12. Juli wurde sie für die am Knie verletzte Catarina Macário in den endgültigen Kader aufgenommen. Sie wurde beim Goldmedaillengewinn in den sechs Spielen jeweils eingewechselt und erzielte im Gruppenspiel gegen Deutschland das Tor zum 4:1-Endstand.

## Erfolge
- 2013: Gewinn der W-League-Meisterschaft (Pali Blues)
- 2014: Gewinn der W-League-Meisterschaft (Los Angeles Blues)
- 2016: Gewinn der NWSL-Meisterschaft (Western New York Flash)
- 2018, 2019: Gewinn der NWSL-Meisterschaft (North Carolina Courage)
- 2023: Gewinn der NWSL-Meisterschaft (NJ/NY Gotham FC)
- 2018, 2020, 2021, 2022, 2023 SheBelieves-Cup-Siegerin
- 2021: Bronzemedaille bei den Olympischen Spielen 2020
- CONCACAF W Gold Cup 2024-Siegerin
- Olympische Spiele 2024: Goldmedaille